# آنی اووکلی

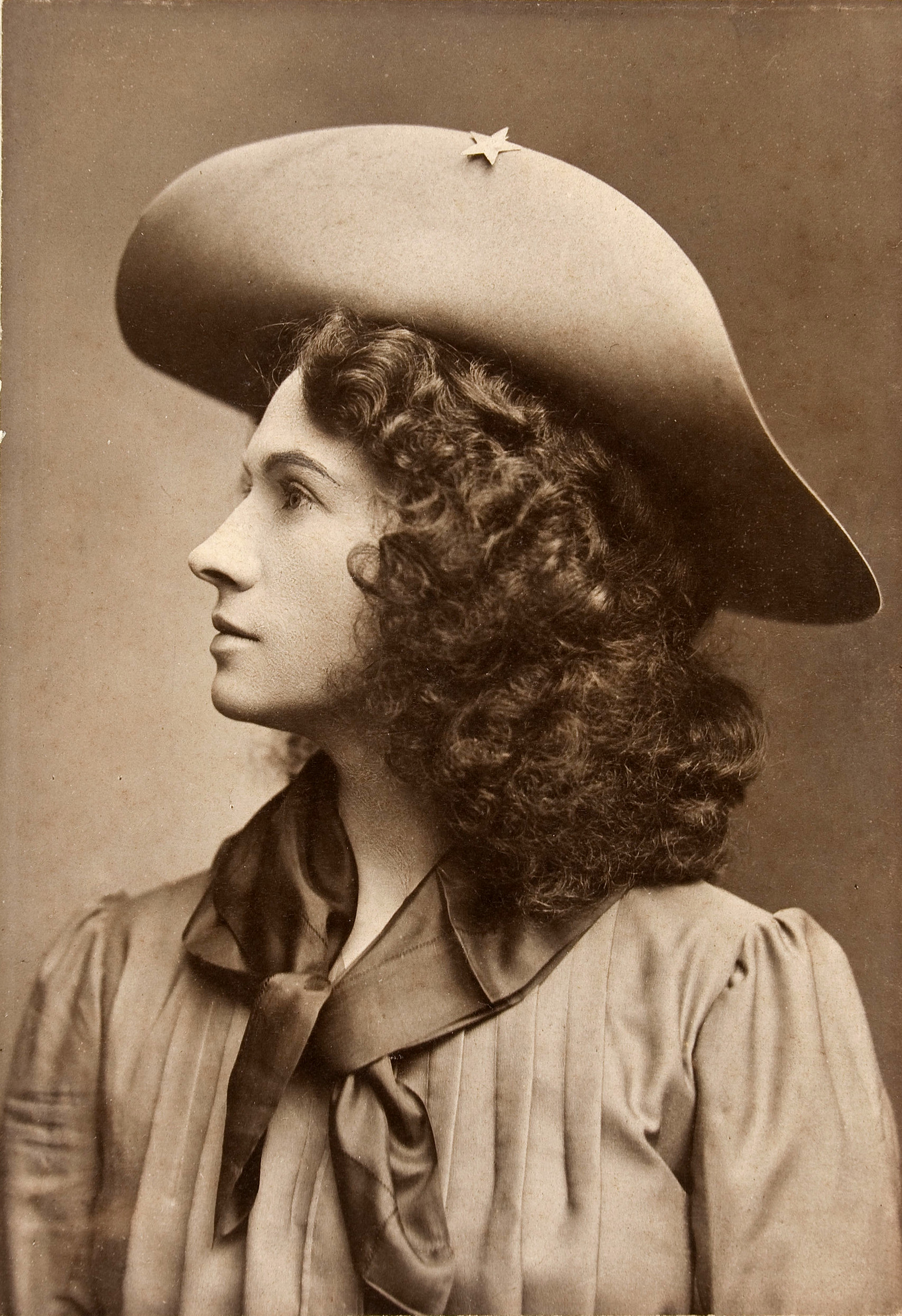

آنی اوکلی (انگلیسی: Annie Oakley؛ زادهٔ ۱۳ اوت ۱۸۶۰ – ۳ نوامبر ۱۹۲۶) یک تیرانداز اهل ایالات متحده آمریکا که در نمایش غرب وحشی بوفالو بیل ایفای نقش می‏‌کرد.